# سام شيبارد
صموئيل شيبارد روجرز الثالث (بالإنجليزية: Samuel Shepard Rogers III)‏ (5 نوفمبر 1943 - 27 يوليو 2017)، المعروف مهنيًا باسم سام شيبارد هو ممثل وكاتب مسرحي وكاتب سيناريو ومخرج أمريكي، امتدت مهنته نصف قرن. فاز بعشر جوائز أوبي للكتابة والإخراج، وهو الكاتب والمخرج الأكثر فوزًا بهذه الجائزة. كتب 44 مسرحية بالإضافة إلى العديد من كتب القصص القصيرة والمقالات والمذكرات. حصل شيبارد على جائزة بوليتزر للدراما في عام 1979 عن مسرحيته «الطفل المدفون» ورُشح لجائزة الأوسكار لأفضل ممثل مساعد عن تصويره لشخصية الطيار تشاك ييغر في فيلم «الرجال الحقيقيون» 1983. حصل على جائزة بين/مؤسسة لورا بيلز الدولية للمسرح (the PEN/Laura Pels Theater Award)، لأفضل كاتب مسرحي أمريكي رئيسي في عام 2009. ووصفت مجلة نيويورك شيبارد بأنه «أعظم كاتب مسرحي أمريكي في جيله».
تشتهر مسرحيات سام بالكوميديا السوداء وعناصرها الشاعرية والسريالية وشخصياتها الخيالية التي تعيش في ضواحي المجتمع الأمريكي. تطور أسلوبه من عبثية أعماله المبكرة خارج برودواي إلى واقعية مسرحياته اللاحقة مثل «الطفل المدفون» و«لعنة فئة الجوع».

## النشأة
وُلد سام في 5 نوفمبر 1943، في فورت شيريدان، إلينوي. سُمي صموئيل شيبارد روجرز الثالث تيمنًا بوالده، صموئيل شيبارد روجرز الابن، الذي كان يُنادى باسم ستيف روجرز. كان صموئيل شيبارد روجرز الابن (1917–1984)، مدرسًا ومزارعًا، كما خدم في القوات الجوية لجيش الولايات المتحدة فكان طيارًا قاذفًا للقنابل خلال الحرب العالمية الثانية. ووصف سام والده بأنه «رجل سكير، مدمن على الكحول». أما والدته، جين إلين (اسمها قبل الزواج: شوك 1917-1994)، فكانت معلمة من شيكاغو.
عمل سام في مزرعة لتربية المواشي في سن المراهقة. وبعد تخرجه من مدرسة دوارتي الثانوية في دوارتي، كاليفورنيا في عام 1961، درس سام تربية الحيوانات لفترة وجيزة في كلية سان أنطونيو القريبة منه. وفي أثناء وجوده في الكلية، انبهر سام بصموئيل بيكيت والجاز ومذهب التعبيرية التجريدية. ترك الكلية لاحقًا للانضمام لمجموعة ذخيرة فنية مسرحية، تُدعى بيشاب كامباني.

## سيرته المهنية

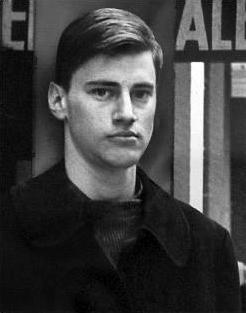
سام شيبارد في عمر 21

### الكتابة
وجد سام عملاً (نادل في الملهى الليلي فيلاج غيت) عند وصوله إلى مدينة نيويورك، وانخرط في عام 1962 في المشهد المسرحي خارج برودواي عن طريق رالف كوك، رئيس النادلين في فيلاج غيت. ثم استخدم ستيف روجرز اسم سام شيبارد ليكون اسمه المهني. على الرغم من أن مسرحياته  كانت ستقام في نهاية المطاف في العديد من الأماكن خارج برودواي، كان سام على اتصال وثيق مع مسرح كوك المسمى مسرح جنيسس، الذي يقع في كنيسة سانت مارك في البوري في حي إيست فيليج.
أنتج نادي لا ماما التجريبي للمسرح (La MaMa Experimental Theatre Club) في عام 1965، العديد من مسرحيات سام أحادية المشهد، مثل مسرحية الكلب ومسرحية الكرسي الهزاز. كانت هذه أول الإنتاجات العديدة لأعمال سام في نادي لا ماما التجريبي خلال الستينيات والسبعينيات والثمانينيات. ثم أخرج توم أوورغان في عام 1967، مسرحية سام المسماة ميلودراما إلى جانب مسرحية تايمز سكوير لليونارد ميلفي ومسرحية فوتز لروشيل أوينز المُنتجة عن طريق نادي لا ماما. أخرج جيف بليكنير في عام 1969 مسرحية سام الخيالية العلمية المسماة اليد الخفية لنادي لا ماما أيضًا.

## مواقع خارجية
- سام شيبارد على موقع IMDb (الإنجليزية)
- سام شيبارد على موقع الموسوعة البريطانية (الإنجليزية)
- سام شيبارد على موقع روتن توميتوز (الإنجليزية)
- سام شيبارد على موقع مونزينجر (الألمانية)
- سام شيبارد على موقع قاعدة بيانات الأفلام العربية
- سام شيبارد على موقع قاعدة بيانات الأفلام العربية
- سام شيبارد على موقع ألو سيني (الفرنسية)
- سام شيبارد على موقع ميوزك برينز (الإنجليزية)
- سام شيبارد على موقع تيرنر كلاسيك موفيز (الإنجليزية)
- سام شيبارد على موقع أول موفي (الإنجليزية)